# Lasioglossum sedi
Lasioglossum sedi är en biart som först beskrevs av Sandhouse 1924. Den ingår i släktet smalbin och familjen vägbin. Arten finns i sydvästra Kanada och nordvästra USA.

## Beskrivning
Huvud och mellankropp är ljusgröna med guldaktig metallglans, clypeus övre halva svartbrun, den undre halvan och partiet ovanför clypeus bronsfärgat. Antennerna är mörkbruna med den övre delen rödbrun till brungul, hos honan endast på  undersidan. På mellankroppen är vingarna halvgenomskinliga med ljust brungula ribbor och rödaktiga till brungula vingbaser, samt benen bruna. På bakkroppen är tergiterna gröna och sterniterna bruna, båda med bakkanterna blekt rödbruna till genomskinligt blekgula. Arten är liten: Honan är 5 till 5,4 mm lång, hanen 4,8 till 5 mm.

## Utbredning
Lasioglossum sedi är en vanlig art vars utbredningsområde sträcker sig från British Columbia i Kanada i ett tämligen smalt bälte sydöst till Colorado i USA.

## Ekologi
Arten har fått sitt vetenskapliga artepitet (sedi) från fetknoppssläktet (Sedum) i familjen fetbladsväxter, men arten är polylektisk, den flyger till blommande växter från många familjer, förutom fetbladsväxter ärtväxter, flockblommiga växter, korgblommiga växter, korsblommiga växter, strävbladiga växter, klockväxter, rosväxter och flenörtsväxter.
Litet är känt om artens biologi, men likt andra arter i undersläktet förmodas den vara social. Boet inrättas i jorden, och endast den parade honan övervintrar.